# Baojun RS-3
La Baojun RS-3 è un'autovettura prodotta dalla casa automobilistica cinese Baojun dal 2019.

## Profilo e contesto
La vettura è un suv compatto che si pone sotto la Baojun RS-5 e sostituisce la 510 all'interno della gamma Baojun.
Il veicolo è stato presentato a settembre 2019, con le vendite che sono iniziate in Cina il mese successivo.
La vettura è dotata del sistema multimediale proprietario della Baojun, che integra la connettività con lo smartphone e un sistema avanzato di riconoscimento vocale con aggiornamenti software over the air. L'RS-3 è inoltre fornita di sistema di cruise control adattivo della Bosch che può essere attivato a velocità inferiori i 130 chilometri all'ora.
L'auto utilizza una piattaforma condivisa con la GM e già impiegata sulle Chevrolet Trax e Buick Encore di prima generazione. La meccanica segue lo schema tuttoavanti, con al lancio un motore 4 cilindri aspirato da 105 CV abbinato a una trasmissione manuale a 6 marce o automatico CVT.
A partire dal luglio 2020 è disponibile anche un motore a benzina turbocompresso sempre da 1,5 litri con 108 kW (147 CV) e 249 Nm di coppia.